# Пророк Захарія (Мікеланджело)
«Пророк Захарія» (італ. Zaccaria) — фреска Мікеланджело Буонарроті на стелі Сикстинської капели (Ватикан), створена ним протягом 1508–1512 років. Фреска зображає одного із чотирьох «великих» біблійних пророків — Захарія.

## Опис
Фреска із пророком розміщена над дверима капели, між фресками «Юдіф й Олоферн» та «Давид і Ґоліят», навпроти дев'ятої сцени «Сп'яніння Ноя».
|                                                                   |
| Зліва направо: «Юдіф й Олоферн», Пророк Захарія, «Давид і Ґоліят» |

Вазарі так описав пророка:
|  | Над дверима капели він умістив старого пророка Захарію, який шукає чогось у книзі і не знаходить; він підніс одну ногу, а другу опустив: такої пози прибрав він від нетерплячого шукання того, чого не може знайти, і забув, що стоїть у такій незручній позі. Прегарний образ старості являє ця фігура, хоч вона трохи грубувата. Плащ Захарії з нечисленними складками дуже гарний. |

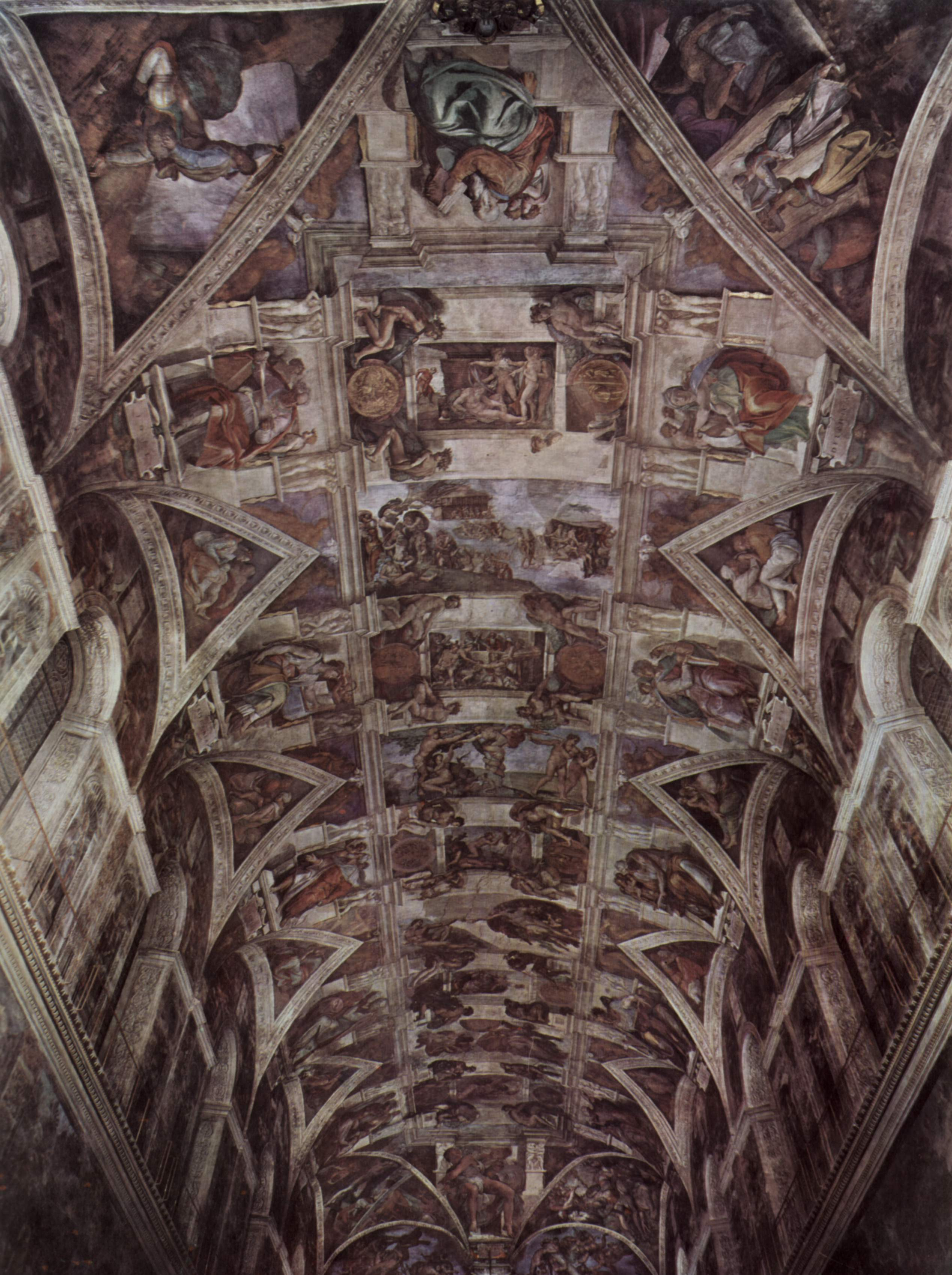
Вид на стелю Сікстинської капели
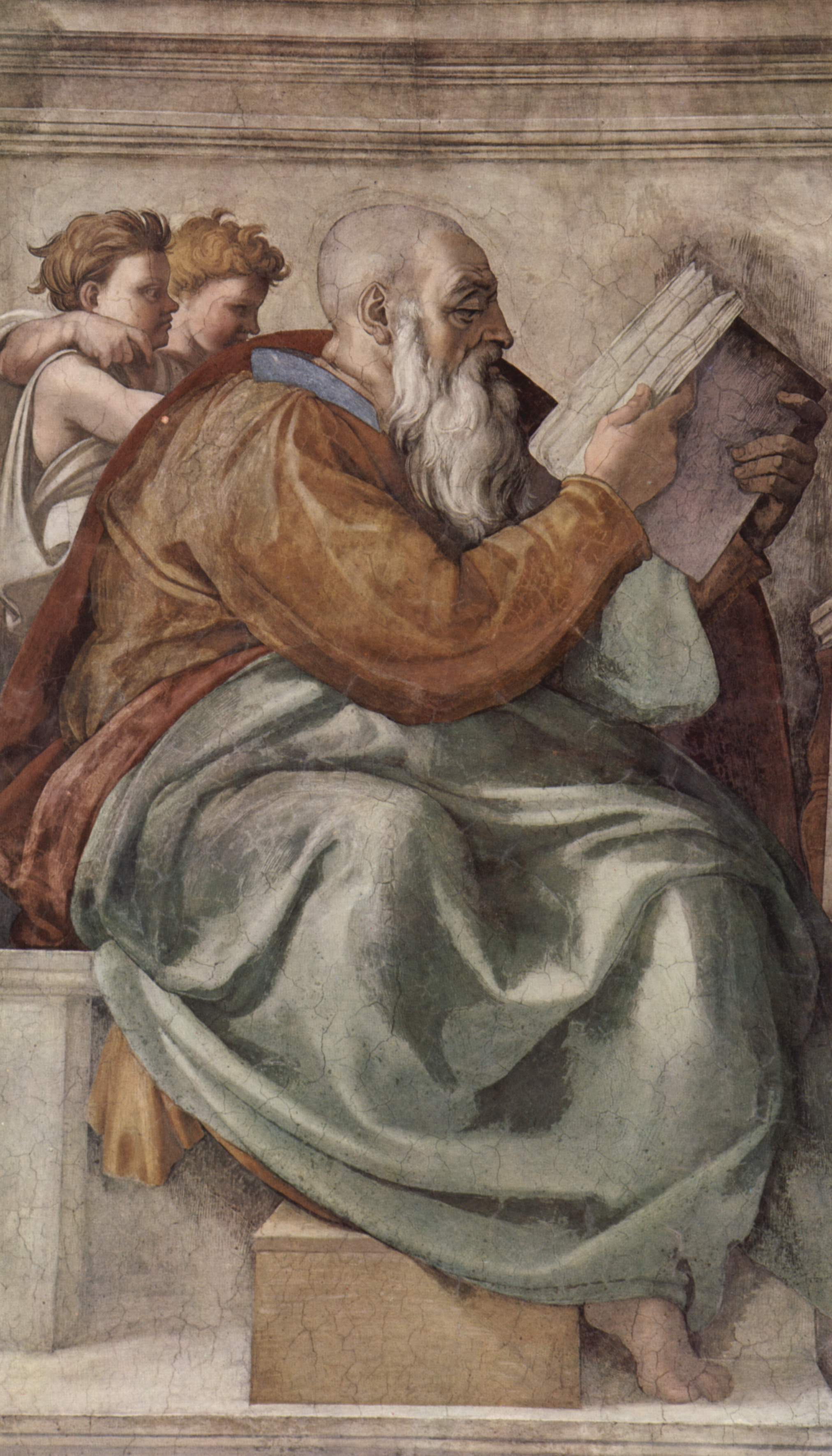
Фреска до реставрації
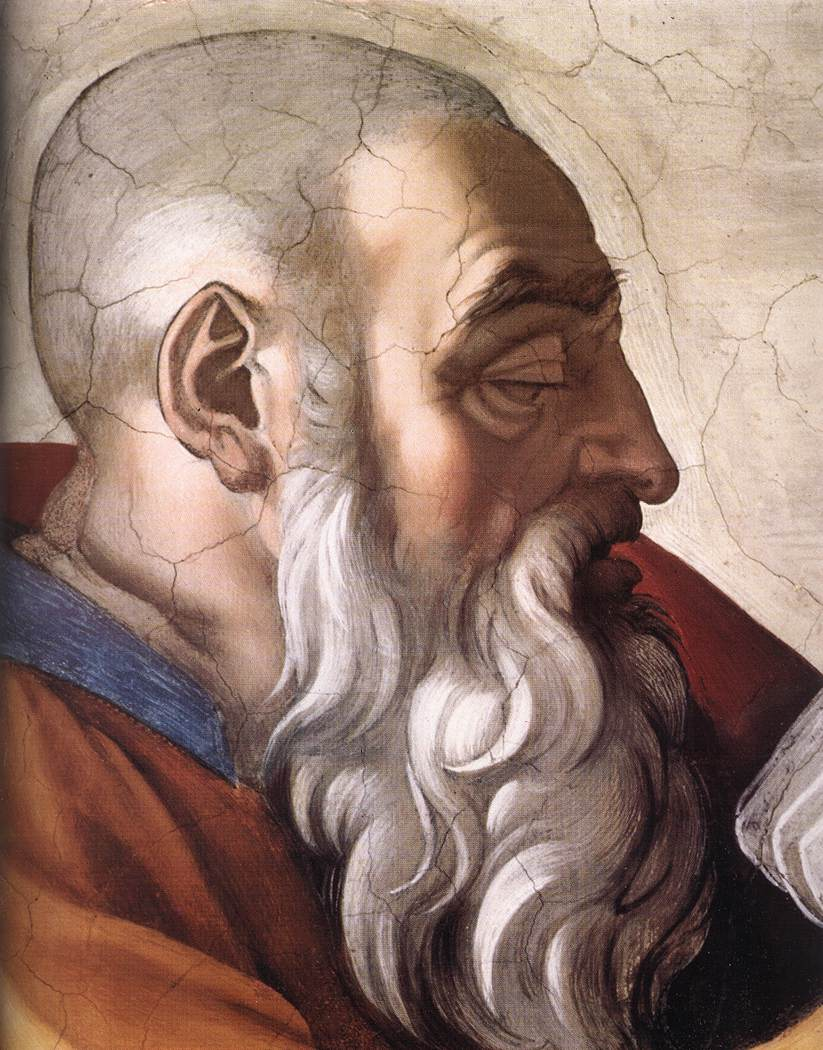
«Пророк Захарія». Деталь
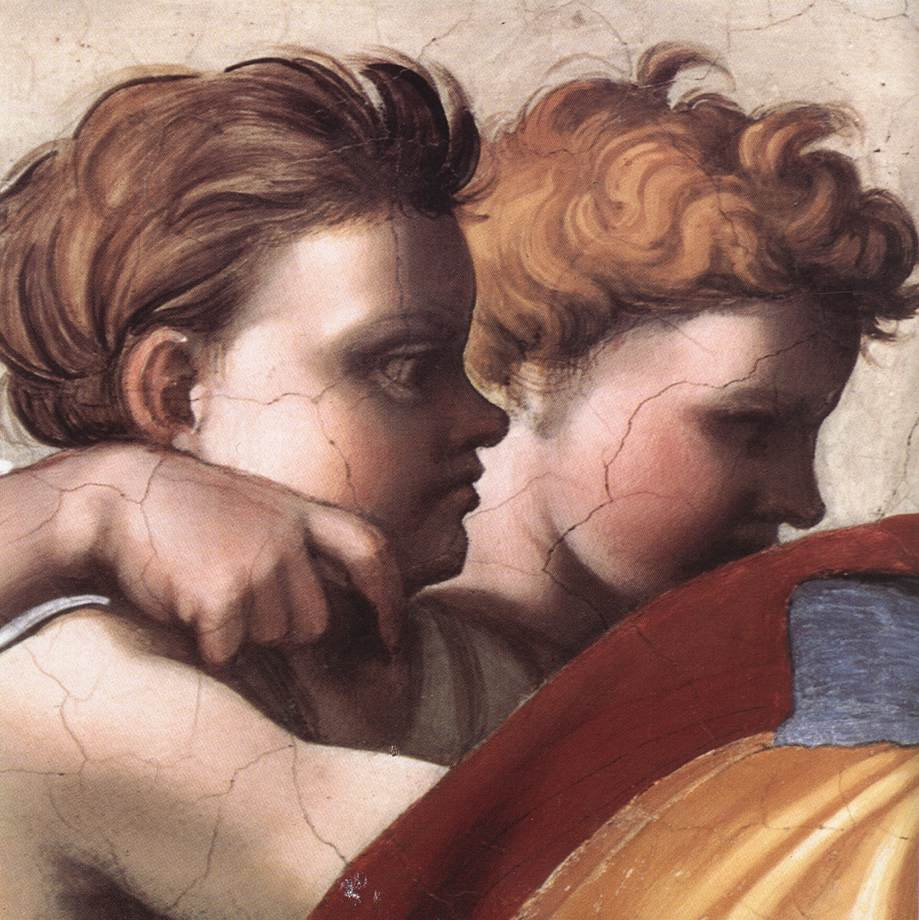
«Пророк Захарія». Деталь
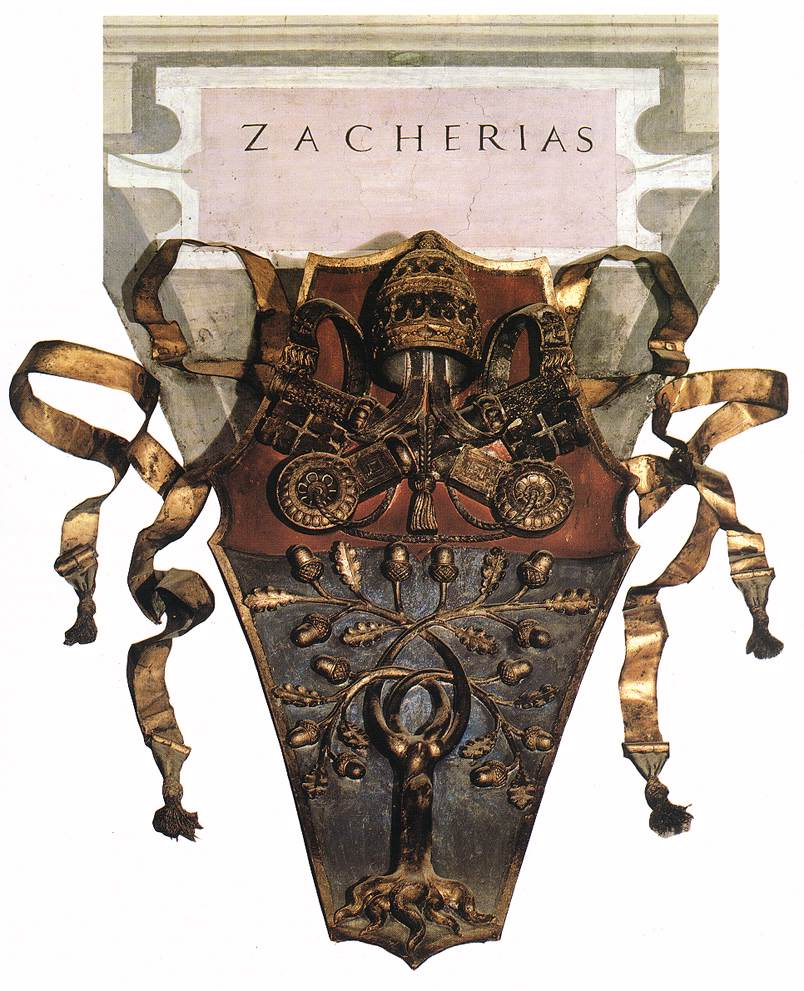
«Пророк Захарія». Деталь

## Виноски
1. ↑  Вазарі, 1970, с. 334.